# Ожерельев, Николай Васильевич
Никола́й Васи́льевич Ожере́льев (5 февраля 1920, Рязанская губерния — 4 января 2008, Таганрог, Ростовская область) — директор Таганрогского механического завода имени Георгия Димитрова.

## Биография
Родился 5 февраля 1920 года в селе Муравлянка Сапожковского уезда Рязанской губернии (ныне — Сараевского района Рязанской области).
В 1944 году окончил Воронежский авиационный институт и получил диплом инженера-технолога. В этом же году прибыл на Таганрогский механический завод имени Георгия Димитрова.
В ноябре 1944 года возглавил бюро цехового контроля. Затем перешёл на комсомольскую работу, был секретарём завкома комсомола.
С февраля 1948 года трудился инженером-технологом, заместителем начальника цеха, начальником цеха, начальником БЦК, главным контролёром завода.
В марте 1959 года назначен главным инженером завода. В 1961─1962 годах частвовал в подготовке и освоении серийного производства гидросамолётов Бе-10, Бе-12.
В январе 1978 года назначен директором завода. Работая в этой должности внёс огромный вклад в подъём отечественного авиастроения, в социальное развитие предприятия. Оперативно решал все производственные и бытовые вопросы, умело руководил инженерными службами. Много труда и творческой инициативы вложил в обеспечение государственных плановых заданий, в освоение и внедрение новой техники. Под его руководством завод освоил выпуск самолётов Ту-142 М, Ту-95 МС, Ту-142 МР.
Указом Президиума Верховного Совета СССР от 13 июня 1984 года за большие заслуги в создании и освоении серийного производства новой авиационной техники Ожерельеву Николаю Васильевичу присвоено звание Героя Социалистического Труда с вручением ордена Ленина и золотой медали «Серп и Молот».
Руководил предприятием до выхода на пенсию в октябре 1985 года. Затем ещё несколько лет работал заместителем главного контролёра завода.
Скончался 4 января 2008 года. Похоронен на Новом кладбище в Таганроге.

## Награды и премии
- медаль «За трудовую доблесть» (1957)

- орден Трудового Красного Знамени (1966, 1976)

- орден Ленина (1971, 1984)

- орден Октябрьской Революции (1981)
- орден «Знак почёта»
- лауреат Государственной премии СССР (1968)
- Заслуженный ветеран труда «Тавиа»[2]